# Адиабатический инвариант
Адиабатический инвариант — физическая величина, которая не меняется при плавном изменении некоторых параметров физической системы — таком, что характерное время этого изменения гораздо больше характерного времени процессов, происходящих в самой системе.

## Возникновение термина
Адиабатический процесс первоначально означал процесс без теплообмена с окружающей средой. Название возникло от термина «адиабатическая оболочка»(др.-греч. ἀδιάβατος — «непроходимый») — оболочка, не пропускающая тепло.
Но в середине XX века некоторые учёные (в частности, Л. Д. Ландау) стали так называть процесс, проходящий через практически равновесные состояния, то есть достаточно медленно и плавно. Сейчас такой процесс называют квазистатическим или равновесным. Исторически название «адиабатический инвариант» появилось по аналогии с таким термодинамическим процессом.
В настоящее время слово «адиабатический» снова используется в первоначальном значении («процесс без теплообмена со средой»), но термин «адиабатический инвариант» уже устоялся.

## Классическая механика
В классической механической системе, которая осуществляет периодическое движение с периодом {\displaystyle T} и зависит от параметра {\displaystyle \lambda }, адиабатичность изменения параметра определяется условием
{\displaystyle T{\frac {d\lambda }{dt}}\ll \lambda }.
Функция Гамильтона системы зависит от её внутренних переменных и параметра
{\displaystyle {\mathcal {H}}={\mathcal {H}}(q,p,t,\lambda )}
Внутренние переменные {\displaystyle q} и {\displaystyle p} меняются со временем быстро, с периодом {\displaystyle T}. Но энергия системы {\displaystyle E} является интегралом движения при неизменном параметре {\displaystyle \lambda }. При изменении параметра во времени
{\displaystyle {\frac {dE}{dt}}={\frac {\partial {\mathcal {H}}}{\partial \lambda }}{\frac {d\lambda }{dt}}}.
При усреднении этого выражения по времени в течение периода можно считать, что параметр {\displaystyle \lambda } неизменен.
{\displaystyle {\overline {\frac {dE}{dt}}}={\frac {d\lambda }{dt}}{\overline {\frac {\partial {\mathcal {H}}}{\partial \lambda }}}},
где усреднение определено как
{\displaystyle {\overline {\frac {\partial {\mathcal {H}}}{\partial \lambda }}}={\frac {1}{T}}\int \limits _{0}^{T}{\frac {\partial {\mathcal {H}}}{\partial \lambda }}\,dt}.
Удобно перейти от интегрирования по времени к интегрированию по переменной {\displaystyle q}:
{\displaystyle dt={\frac {dq}{\partial {\mathcal {H}}/\partial p}}}.
В таком случае период {\displaystyle T} равен
{\displaystyle T=\oint {\frac {dq}{\partial {\mathcal {H}}/\partial p}}},
где интегрирование проводится вперёд и назад в пределах изменения координаты за период движения.
Записывая импульс как функцию энергии {\displaystyle E}, координаты {\displaystyle q} и параметра, после некоторых преобразований можно получить
{\displaystyle \oint \left({\frac {\partial p}{\partial E}}{\overline {\frac {\partial E}{\partial t}}}+{\frac {\partial p}{\partial \lambda }}{\frac {d\lambda }{dt}}\right)\,dq=0}.
Окончательно можно записать
{\displaystyle {\overline {\frac {dI}{dt}}}=0},
где величина
{\displaystyle I={\frac {1}{2\pi }}\oint p\,dq}
и будет адиабатическим инвариантом.
Интеграл, входящий в полученное выражение, приобретает простой геометрический смысл, если обратиться к представлению о фазовом пространстве и фазовой траектории системы в нём. В рассматриваемом случае система имеет одну степень свободы, поэтому фазовое пространство представляет собой фазовую плоскость, образуемую множеством точек с координатами {\displaystyle p} и {\displaystyle q}. Поскольку система совершает периодическое движение, то её фазовая траектория является замкнутой кривой на этой плоскости, соответственно, интеграл берётся вдоль этой замкнутой кривой. В итоге следует, что интеграл {\displaystyle \oint p\,dq} равен площади фигуры, ограниченной фазовой траекторией системы.
Площадь можно выразить и в виде двумерного интеграла, тогда для адиабатического инварианта будет выполняться
{\displaystyle I={\frac {1}{2\pi }}\int dp\,dq}.

## Пример. Гармонический осциллятор
Рассмотрим в качестве примера одномерный гармонический осциллятор. Функция Гамильтона такого осциллятора имеет вид
{\displaystyle H={\frac {p^{2}}{2m}}+{\frac {m\omega ^{2}q^{2}}{2}}},
где {\displaystyle \omega } — собственная (циклическая) частота осциллятора.
Уравнение фазовой траектории в данном случае определяется законом сохранения энергии {\displaystyle H(p,q)=E} и поэтому имеет вид
{\displaystyle {\frac {p^{2}}{2m}}+{\frac {m\omega ^{2}q^{2}}{2}}=E}.
Из уравнения видно, что траектория представляет собой эллипс с полуосями {\displaystyle {\sqrt {2mE}}} и {\displaystyle {\sqrt {2E/m\omega ^{2}}}}, соответственно его площадь, делённая на {\displaystyle 2\pi }, равна {\displaystyle {\frac {E}{\omega }}}. Таким образом, величина {\displaystyle I={\frac {E}{\omega }}} является адиабатическим инвариантом для гармонического осциллятора. Отсюда следует, что в тех случаях, когда параметры осциллятора изменяются медленно, его энергия изменяется пропорционально частоте.

## Свойства адиабатического инварианта
Производная от адиабатического инварианта по энергии равна периоду, разделённому на {\displaystyle 2\pi }.
{\displaystyle 2\pi {\frac {\partial I}{\partial E}}=T},
или
{\displaystyle {\frac {\partial E}{\partial I}}=\omega },
где {\displaystyle \omega } — циклическая частота.
С помощью канонических преобразований можно сделать адиабатический инвариант новой переменной, которая называется переменной действия. В новой системе переменных она играет роль импульса. Канонически сопряженная к ней переменная называется угловой переменной.